# Nicolás Morínigo
Nicolás Morínigo (Asunción, 9 de marzo de 2000) es un futbolista paraguayo. Juega como delantero y su equipo actual es el Deportivo Pasto de la primera división de Colombia.

## Trayectoria

### Olimpia
Debutó en Primera División el 22 de septiembre de 2018, contra el Club Club Atlético 3 de Febrero por el Torneo Clausura 2018.

### General Díaz
Fue cedido a préstamo por una temporada para las competencias en el 2020 al Club General Díaz de la misma liga.

## Clubes
| Club              | País     | Año       |
| ----------------- | -------- | --------- |
| Olimpia           | Paraguay | 2018-2019 |
| Club General Diaz | Paraguay | 2020      |
| River Plate       | Paraguay | 2021      |
| Sportivo Ameliano | Paraguay | 2022      |
| Győri ETO FC      | Hungría  | 2023      |
| Kazincbarcika SC  | Hungría  | 2023      |
| Tacuary FBC       | Paraguay | 2024      |
| Deportivo Pasto   | Colombia | 2025-Act. |

## Estadísticas
| Club                  | Temporada | Liga     | Liga  | Copa Nacional | Copa Nacional | Copa Internacional | Copa Internacional | Total    | Total |
| Club                  | Temporada | Partidos | Goles | Partidos      | Goles         | Partidos           | Goles              | Partidos | Goles |
| --------------------- | --------- | -------- | ----- | ------------- | ------------- | ------------------ | ------------------ | -------- | ----- |
| Club Olimpia Paraguay |           |          |       |               |               |                    |                    |          |       |
| 2018                  | 7         | 0        | 2     | 1             | 0             | 0                  | 9                  | 1        |       |
| Total                 | 7         | 0        | 2     | 1             | 0             | 0                  | 9                  | 1        |       |